# Bildungsberatung
Zu dem Begriff der Bildungsberatung finden sich zahlreiche Definitionen und Ausprägungen. So gilt Beratung u. a. als „eine kurzfristige, oft nur situative, freiwillige, soziale Interaktion zwischen Ratsuchenden und Berater mit dem Ziel, im Beratungsprozess eine Entscheidungshilfe zur Bewältigung eines vom Klienten vorgegebenen aktuellen Problems durch Vermittlung von Informationen und/oder Einüben von Fertigkeiten gemeinsam zu erarbeiten“. Dies kann auch als Bildungsunterstützung gelten. Man findet auch weiter gefasste Definitionen von Beratung, die allgemein bleiben und ein Treffen oder das Führen einer Besprechung unter Beratung fallen.
Im Gegensatz zur Praxis wird die wissenschaftliche und speziell die erwachsenpädagogische Auseinandersetzung der Erziehungswissenschaft mit Bildungsberatung als noch nicht befriedigend befunden. Hilfreich für eine Verbesserung können neu entwickelte Bildungsnetzwerke sein.

## Typen in der Bildungsberatung
In den 1970er-Jahren, inspiriert durch die allgemeine Bildungsreformdiskussion, entstand ein Boom an Initiativen und Modellprojekten zur Beratung, die sich in den letzten Jahrzehnten immer weiter ausdifferenzierten. So zeichnet sich das Konzept der Bildungsberatung heutzutage insbesondere durch seine fehlende Einheit aus. In vielen Fällen findet man als ein wesentliches, gemeinsames Merkmal des Beratungsaufbaus interaktionsbezogene Beratungselemente, die eine eher non-direktive Gesprächsführung mit einer direktiven Form der Vermittlung von Informationen verknüpfen. Auf der anderen Seite finden sich in den unterschiedlichsten Ansätzen immer wieder auch Gemeinsamkeiten grundlegender theoretischer Konzepte.

## Strukturen in der Bildungsberatung
Beratung als Entscheidungsfindung für eine Bildungs- oder Qualifizierungsmaßnahme, stellt einen personenbezogenen Anwendungsbereich dar. Ebenso kann sie als Lernberatung zur Behebung von Lernschwierigkeiten im Prozess oder in Form von pädagogischer Begleitung in einem sich selbst steuernden Lernprozess stattfinden. Auf der anderen Seite findet man die institutionelle Beratung bspw. Organisationsentwicklung oder soziologische Beratung. Diese theoretische Trennung des Anwendungsbereichs von Beratung in der Weiterbildung findet man meist nicht klar voneinander getrennt in der Praxis.

### Personenbezogene Bildungsberatung
In der Praxis der personenbezogenen Bildungsberatung überwiegt ein humanistisches, non-direktives Beratungskonzept (Bsp. Carl Rogers, 1991). Ausgangspunkt für den Prozess der „Selbstexploration“ ist das Verstehen der Lebenslage des Ratsuchenden. Dabei steht seine Persönlichkeit im Mittelpunkt, wie in der Schullaufbahnberatung.

### Institutionelle Beratung
In der institutionellen Beratung dominiert zurzeit das systemische Beratungsverständnis. Es verdrängt immer mehr das Verständnis der Vermittlung von Expertenwissen, hin zur Stärkung des Prozesscharakters der Beratung im Zentrum des Problemlösungspotentials. In diesem Konzept verfügt der Ratsuchende prinzipiell über die Kompetenzen für die Problemlösung, kann diese jedoch nicht produktiv nutzen, d. h., sie sind in der Lage eine differenzierte Problemsicht zu erarbeiten und daraus neue Handlungsperspektiven abzuleiten, jedoch ist ihnen nicht klar in welchen Schritten und mit welchen Beteiligten das Thema angegangen werden soll. Ziel der Beratung ist es zu unterstützen und eigene Ressourcen des Ratsuchenden zu entdecken und zu entwickeln. Diesem Konzept liegen sozialwissenschaftliche systemtheoretische Strukturprinzipien und Funktionsweisen von Interaktion zugrunde, nach welchen ein externer Einfluss oder Steuerung nur begrenzt möglich ist.
Die Organisationsberatung von Weiterbildungseinrichtungen befindet sich laut dem Forschungsprojekt zu Anwendungsbereichen der Bildungsberatung von Schiersmann/Remmele aktuell aufgrund von bildungspolitischen und gesellschaftlichen Veränderungen vor neuen Herausforderungen, denn der Weiterbildungsmarkt wächst und verändert sich ständig. Daher müssen bspw. Arbeitsabläufe wirkungsvoller gestaltet werden und das Selbstverständnis sowie das Programmangebot müssen reflektiert werden.

### Phasenmodell Konzept
In beiden Dimensionen der Beratung findet man Phasenmodell Konzepte. Auch wenn die Anzahl der Phasen – zwölf Phasen der personenbezogenen und fünf Phasen der institutionellen Beratung – und ihre Definitionen voneinander abweichen können, so bestehen doch weitestgehende Überschneidungen bezüglich ihrer Grundzüge. Demnach folgt im Beratungsverlauf im Anschluss an die Artikulation des Beratungswunsches die Analyse der Problemsituation, die Klärung der Zielperspektive, die Suche nach geeigneten Lösungsschritten, die Planung ihrer Umsetzung sowie die Durchführung der geplanten Schritte und ihrer Evaluation als Abfolge typischer Handlungsschritte fest.

## Typen in der Bildungsberatung
Eine mögliche Typologie der Bildungsberatung liefert Wiltrud Gieseke auf der Grundlage einer empirischen Untersuchung von Beratungsgesprächen. Dieser führt zu einem induktiv erarbeiteten theoretischen Ansatz, der Beratungsprozesse aufgrund spezifischer Problemlagen der Ratsuchenden und damit zusammenhängender Beratungsverläufe herauszuarbeiten versucht. Hier hat sich gezeigt, dass in der Praxis oft Mischformen von drei Grundtypen des Vorgehens in dem Gespräch zu finden sind. Der Berater ermittelt zu Beginn des Gespräches, in welcher Form es dieses zu führen gilt.

### Informative Beratung
Die informative Beratung unterstützt (Bildungssupport) den Ratsuchenden mit Hilfe von verschiedenen Informationen, nennt Alternativen und gibt Entscheidungsanregungen. D. h., es werden vor allem Informationen zur Verfügung gestellt. Wichtig ist es, dass der Berater über umfangreiche Kenntnisse über die Lernkulturen in den einzelnen Bildungsinstitutionen verfügt, um dem Teilnehmer eine optimale Auswahl zu ermöglichen. Laut den Forschungsergebnissen der Ramboll-Studie weisen Berater meistens den höchsten Professionalisierungsgrad auf, wenn sie Beratung als Schwerpunkt anbieten oder auf bestimmte Personengruppen konzentriert sind, dies wird im unteren Kapitel weiter ausgeführt. Das Konzept der informativen Beratung setzt weiterhin voraus, dass der Ratsuchende bereits vor Beginn der Beratung alle emotionalen, kognitiven und motivationalen Fragen geklärt hat oder zumindest eine entsprechende Selbstkonzeption mitbringt. Im aktuellen Diskurs der Erwachsenenpädagogik wird die personenbezogene Beratung besonders hervorgehoben, da sie gleichzeitig neue Lernkulturen und Lernwelten entwickelt, die sich wissenschaftlich als interessant erweisen.

### Situative Beratung
Die situative Beratung stellt die Lebenssituation in den Mittelpunkt, für die sich der Teilnehmer Unterstützung durch Bildungsangebote verspricht. Die Herausforderung für den Berater ist es in diesem Fall, anhand der Situationsbeschreibung abzuklären, ob und wie diese über Weiterbildung verändert oder wenigstens befriedigt werden kann. Ausschlaggebend sind die Bedürfnisse, Motive, Interessen und Realisierungsmöglichkeiten des Ratsuchenden. Erst wenn diese geklärt werden können, gilt der Beratungsprozess als „beendet“.

### Biographieorientierte Beratung
Die biographieorientierte Beratung ist ein aktiver, konstruktiver Prozess. In welchem der Ratsuchende keine eindeutigen Fragen und Suchrichtungen formuliert und über Bildung versucht generelle Lebensprobleme oder Zäsuren anzugehen. Hier liegt der Fokus in der Verzahnung der persönlichen Lebensperspektive mit Bildungs- und Qualifizierungsproblemen. Eine besondere Anforderung liegt an dieser Stelle in der Abgrenzung zur Therapie.
Bei der biographieorientierten Beratung wird als Methode u. a. die biographisch-narrative Gesprächsführung eingesetzt. Hier wird der spezifische Modus biographischer Kommunikation, das Erzählen, zum zentralen Medium einer am individuell einmaligen Gegenüber ausgerichteten Beratung.

## Konzeptionelle Grundlagen in der Bildungsberatung
Die folgende Übersicht* zeigt eine exemplarische Auswahl theoretischer Konzepte in der Bildungsberatung. Sie gibt einen Überblick zu (1) zentralen Begriffen zum Inhalt, (2) der Umsetzung und (3) ihrem zugrunde liegenden Menschenbild:

### Personenzentriert (z.B. nach Carl Rogers)
(1)
- Empathie
- vs. Psychoanalyse

(2)
- Non-direktiv
- Spiegeln
- Aktives Zuhören
- Reflektieren
- Bedrohungsfreies Klima als Ziel

(3)
- Aktualisierungstendenz
- Positiv + Konstruktiv
- Individuum zentriert
- bildungssupport

### ISM (Informations-System-Methode)
(1)
- Vielfältiger Ansatz (für berufliche Beratung)
- Lernprozess → Entscheidung (Ziel)
- Eklektischer Ansatz

(2)
- Einschätzung des Ratsuchenden (RS) durch den Berater (B)
- Strukturierung als Beratungsaufgabe
- Beraten mit Faktenwissen + beruflicher Wertung des RS

(3)
- Kognitiv-behavioristisch
- humanistisch

### Lösungsorientiert
(1)
- Lösungsorientierte Fragestellung

(2)
- Erinnerung an Erfolge
- Dynamische Kooperationsmuster
- Ziele setzen
- Strategie EARS
- Entwicklung von Interaktionen
- RS zur Veränderung bringen, Verhaltensrichtlinien

(3)
- Zukunft bestimmt Gegenwart → nicht die Vergangenheit
- Kein zwingender Einblick in Biographie
- Ressourcen und Stärken des RS herausarbeiten
- Nicht die Defizite

### Ressourcenorientiert
(1)
- Komplexität des Lebens; Pluralisierung vs. Individualisierung
- Modernisierungsgewinner vs. -verlierer
- Ressourcen-reservoir

(2)
- Fehlende Ressourcen
- Ressourcen- und Problemdiagnostik
- Auf- und Ausbau (Beratung)

(3)
- Menschen entwickeln Ressourcenreservoirs
- Bei Belastung wird auf das Reservoir zurückgegriffen

### Kompetenzentwicklungstraining
(1)
- Beschäftigungsfähigkeit
- Kompetenzprofil
- Qualifikation
- Kode
- Zielgruppen-spezifische Maßnahmen

(2)
- Drei zentrale Schritte
- Analyse des Lebens-, Lern- und Berufswegs
- Fragebögen, Kompetenzprofil, Auswertung
- Zusammenführen der Kompetenzen

(3)
- Mensch mit Potential
- Mensch in der Entwicklung
- Mensch mit individuellem Selbstkonzept

### Narrativ
(1)
- Sprache
- Narration
- Metaphern

(2)
- Nicht-Wissen Perspektive
- Zuhören
- Sprache des RS übernehmen
- Selbstverständliches reflektieren
- Nicht-thematisiertes ansprechen
- Veränderungen ermöglichen

(3)
- Konstruktiv